# Ayer (Massachusetts)
Pour les articles homonymes, voir Ayer (homonymie).
Ayer est une municipalité du Comté de Middlesex au Massachusetts, fondée en 1668.
Sa population était de 8 479 habitants en 2020.

## Localisation
| Groton Shirley | Groton                       | Groton    |
| Shirley        | Ayer                         | Littleton |
| Shirley        | Harvard (Comté de Worcester) | Littleton |